# Ernst Martin
Ernst Martin, né le 5 mai 1841 à Iéna et mort le 13 août 1910 à Strasbourg, est un philologue allemand, spécialiste des langues germaniques et romanes.

## Biographie
Fils du gynécologue-obstétricien Eduard Arnold Martin (en), il étudia dans les universités de Iéna, Berlin et Bonn, et enseigna dans les universités de Fribourg, Prague (à partir de 1874) et Strasbourg (à partir de 1877). À partir de 1883, avec Wilhelm Wiegand, il fut rédacteur en chef du journal Strassburger studien : zeitschrift für geschichte, sprache und litteratur des Elsasses. Ernst Martin, qui passa une grande partie de sa vie en Alsace, rédigea avec Hans Lienhart un dictionnaire des parlers alsaciens.

## Ouvrages sélectifs
- Mittelhochdeutsche Grammatik, Berlin, 1865.
- Alpharts Tod, Dietrichs Flucht, Rabenschlacht, Berlin, 1866.
- Examen critique des manuscrits du roman de Renard, Bâle, 1872.
- Kudrun, Halle, 1872.
- Reinaert, Paderborn, 1874.
- Das niederländische Volksbuch Reynaert de Vos, nach der Antwerpener Ausgabe von 1564, Paderborn, 1876.
- Hermann von Sachsenheim, Tübingen, 1878.
- Zur Gralssage, Strasbourg, 1880.
- Le Roman de Renart, Strasbourg, 1882–1887.
- Wörterbuch der elsässischen Mundarten, Strasbourg, 1899–1907.
- Wolframs von Eschenbach Parzival und Titurel. II : Kommentar, Tübingen, 1903.